# 鳥取市立大正小学校
鳥取市立大正小学校（とっとりしりつ たいしょうしょうがっこう）は、鳥取県鳥取市古海にある公立小学校。

## 沿革
- 1873年（明治6年）6月5日 - 古海村50番地の民家を購入し、古海小学校校舎として開校。
- 1876年（明治9年）5月 - 古海村66番地に移転。
- 1898年（明治31年）11月 - 服部校を合併。
- 1906年（明治39年）
  - 8月 - 古海村新田119の2に校舎を新築着手。
  - 12月6日 - 高等科を併置し古海尋常高等小学校改称。
- 1907年（明治40年）5月1日 - 校舎竣工落成式挙行。
- 1931年（昭和6年）4月1日 - 大正尋常高等小学校と改称。
- 1937年（昭和12年）3月26日 - 大字古海字三百長292番地に校舎新築。
- 1941年（昭和16年）4月1日 - 国民学校令により大正国民学校と改称。
- 1943年（昭和18年）
  - 9月10日 - 鳥取大地震により全校舎倒壊する。
  - 12月6日 - 校舎新築落成式。
- 1947年（昭和22年）
  - 4月1日 - 学制改革により大正村立大正小学校と改称。
  - 4月29日 - 大東中学校開校のため当校北校舎を転用する。
- 1952年（昭和27年）4月1日 - 鳥取市に合併に伴い鳥取市立大正小学校と改称。
- 1979年（昭和54年）4月21日 - 新校舎竣工式。

## 通学区域
- 菖蒲、野寺、服部、古海、緑ヶ丘一丁目の一部、南安長一丁目の一部

## 進学先中学校
- 鳥取市立高草中学校

## 交通アクセス
- JR山陰本線 鳥取駅より、
  - 日ノ丸バス東郷線（路線番号：55（一部便を除く））「学校前」バス停下車。

## 校区内の主な施設
- 日ノ丸自動車本社
- スーパーモール鳥取
- ヤマダ電機鳥取店
- 古海工業団地